# Ermita de San Nicolás de Bari (Castellón de la Plana)
La Ermita de San Nicolás de Bari, ubicada en la calle Alloza, 143; antigua calle de “Amunt”, en Castellón de la Plana, en la comarca de la Plana Alta, también conocida como ermita de San Nicolás de Bari, es un edificio catalogado, de manera genérica, como Bien de Relevancia Local, según la Disposición Adicional Quinta de la Ley 5/2007, de 9 de febrero, de la Generalitat, de modificación de la Ley 4/1998, de 11 de junio, del Patrimonio Cultural Valenciano (DOCV Núm. 5.449 / 13/02/2007), con código: 12.05.040-030.

## Historia
La actual iglesia, considerada primeramente como ermita, está localizada en el mismo sitio donde estaba una antigua mezquita islámica de la ciudad de Castellón de la Plana. La calle en la que se encuentra estaba, en el momento de construcción de la mezquita, pegada a las murallas medievales. Cuando se llevó a cabo su reconversión en templo católico, en el año 1535, en un primer momento se utilizó como ermita destinada a la catequesis de los musulmanes conversos de la ciudad.
Con el paso del tiempo esta ermita inicial ha ido sufriendo numerosas intervenciones y rehabilitaciones hasta llegar a su estado actual. Entre ellas, entre 1608 y 1611 se encargó la realización del retablo del altar mayor al escultor Joan Baptista Vázquez; entre 1645 y 1664 es realizan obras promovidas por el Consejo Municipal, propietario del edificio; en 1685 se construyen las capillas laterales, tres en total, y se añade una crujías más a la nave central, todo ello bajo la dirección del maestro Pedro Vilallave; en 1736 se amplía la sacristía y se restaura el templo, el resultado es el templo actual, pese a que en el año 1780 se construyó la casa del ermitaño, que estaba adosada a uno de los laterales de la ermita, la cual se derrumbó hace tiempo.
Durante el siglo XIX se realizaron algunas mejoras, como el encargo, en 1806, de un nuevo retablo mayor, bajo la dirección del escultor Cristóbal Maurat (1755-1817), que no ha llegado a nuestros días; o la colocación de la portada de piedra para la fachada de la iglesia en 1828.
Ya en el siglo XX, finalizada la guerra civil, tras haber sido utilizada la ermita durante el conflicto bélico como sede de una logia masónica, se pasa a reformarla. En 1981 se realizó la última gran intervención en la que se reformó el altar, y se decoró y pintó todo el interior. Como puede comprenderse todas estas intervenciones a lo largo de su historia han hecho que su estructura actual tenga poco parecido con la ermita inicial. En la actualidad el mantenimiento y conservación de esta iglesia está a cargo de la Junta de Vecinos y los Clavarios de la calle en la que se ubica.

## Descripción
Se trata de un templo de nave única y cuatro crujías, con tres capillas laterales, todo ello con cubierta en bóveda de cañón, exceptuando la zona del presbiterio, que se separa del resto de la nave mediante una cancela metálica, con una cubierta en forma de cúpula ciega.
La fachada, que data de 1828, es de piedra, con dibujo simulando sillares regulares, con pilastras que llegan a la cornisa mixtilínea. La puerta de acceso tiene dintel, con portada y zócalo de piedra. Sobre ella un óculo con cristal y rejas, y al final del eje de simetría de la fachada una espadaña y adornos laterales de jarrones. En el lateral del acceso se puede observar un retablo cerámico en el que se representa a San Nicolás de Bari y una leyenda que dice: “Iglesia prioral de San Nicolás de Bari. Fundada en 1535”.
De su interior podemos destacar el retablo del altar mayor, en el que dentro de una hornacina se puede contemplar una imagen de San Nicolás, obra de Joan Baptista Folía i Prades, datada de la década de 1940. También cabe señalar el óleo de San Nicolás, datado de 1775, pintado por José Camarón Bonanat, conservado en la sacristía de la iglesia y que en la actualidad está en el Museo de la Con catedral de Santa María.

## Fiestas
Esta ermita recibe muchos visitantes sobre todo los lunes, debido a la existencia de la tradición de las “caminatas a San Nicolás”, según la cual, si se realizan tres caminatas seguidas durante tres lunes consecutivos, el santo otorga un favor.
La fiesta de San Nicolás es el 6 de diciembre, dentro de los actos festivos destacan la misa mayor; la procesión, conocida como “la Tornà”,; el reparto del pan; así como otros actos religiosos y populares.